# Расписной овсянковый кардинал
Расписно́й овся́нковый кардина́л (лат. Passerina ciris) — певчая птица семейства кардиналовых (Cardinalidae), одна из самых разноцветных птиц Северной Америки. У взрослого самца голова и затылок окрашены в голубой цвет, спина — в бронзово-зелёный, оперение снизу красное, а крылья и хвост — тёмные. Самка окрашена в тёмный зеленоватый цвет сверху и в желтовато-зелёный — снизу. Ареал расписного овсянкового кардинала включает территории в Мексике и США, в зимнее время птицы мигрируют на территорию Багамских Островов, Белиза, Коста-Рики, Кубы, Сальвадора, Гватемалы, Гондураса, Никарагуа и Панамы. Вид делится на непересекающиеся восточную и западную популяции, разделённые широким коридором. Птицы питаются преимущественно семенами трав, обычно находя корм на земле. Самка откладывает 3—4 яйца, которые насиживает 11—12 дней. Вылупившиеся птенцы голые и беспомощные, но уже на 10—11-й день они покидают гнездо, после чего попадают под опеку самца, в то время как самка занимается второй кладкой.
Расписной овсянковый кардинал был описан шведским естествоиспытателем Карлом Линнеем в десятом издании «Системы природы» в 1758 году. Признаваемые Международным союзом орнитологов два подвида не являются идентичными восточной и западной популяциям. Международный союз охраны природы относит расписного овсянкового кардинала к видам, вызывающим наименьшие опасения, особые опасения вызывает численность восточной популяции. Помимо потери среды обитания и гнездового паразитизма буроголового коровьего трупиала, расписные овсянковые кардиналы страдают от целенаправленного отлова красочных самцов, обладающих красивым пением, на продажу.

## Описание

### Общие сведения
Расписной овсянковый кардинал — это небольшая птица с длиной тела 12—13 см и массой 13—19 г (у Е. А. Коблика указана длина тела 13—14 см). Самцы немного крупнее и тяжелее самок, а птицы с западной части ареала крупнее птиц с восточной части, но и те и другие различия находятся в пределах статистической погрешности. У самца в восточной части ареала длина крыла в среднем составляет 69,1 мм, в западной — 71,1 мм; у самок — 65,0 мм и 66,8 мм соответственно. Длина хвоста самцов и самок в восточной части ареала — 55,5 мм и 52,9 мм, в западной — 56,5 мм и 53,4 мм; масса самцов и самок — 15,6 г и 15,2 г в восточной части, 16,6 г и 14,6 г — в западной.
Расписной овсянковый кардинал — одна из самых разноцветных птиц Северной Америки. Оперение взрослых самцов и самок существенно различается между собой, но почти не меняется на протяжении года. Молодые самцы и самки обладают очень схожим оперением. Яркое оперение птицы легло в основу её названия на испанском и французском языках.
Крыло расписного овсянкового кардинала состоит из 9 первостепенных маховых перьев, 9 второстепенных и 3 третьестепенных. Хвост включает 12 рулевых перьев. Учёные отмечают, что в западной части ареала с продвижением от юго-востока (Миссисипи) на северо-запад (Канзас) у птиц увеличивается длина крыльев, кроме того, разница между длиной крыла летом и зимой составляет 0,4 мм (летом крыло короче). Согласно исследованию в Северной Каролине средняя длина крыла взрослого самца составляет 68,5 мм, самца второго года, который ещё не приобрёл взрослое оперение, — 66,0 мм, самки — 64,0 мм; у восьми самцов, которые были измерены в разные годы в зелёном и цветном оперении длина крыла возросла в среднем на 2,4 мм.
Клюв тёмно-коричневый или черноватый с серебристым отливом, радужка глаза тёмно-коричневая или ореховая, вокруг глаз красные ободки. Ноги тускло-коричневые.

### Оперение

#### Окраска
У взрослого самца расписного овсянкового кардинала яркое красочное оперение: голова и затылок окрашены в голубой цвет (у Коблика — сине-фиолетовый), спина — в бронзово-зелёный (у Коблика — золотисто-зелёный), оперение снизу красное, крылья и хвост — тёмные. Самка окрашена в тёмный зеленоватый цвет сверху и желтовато-зелёный — снизу. У первогодок оперение схоже с оперением самок. Самцы приобретают свою яркую окраску довольно поздно, второй осенью, а до этого их оперение схоже с оперением самок. Согласно описанию Роберта Сторера, молодые самцы ярче взрослых самок, которые в свою очередь ярче молодых самок. Ранее исследователи довольно часто некорректно идентифицировали пол птиц, не подозревая, что самцы поздно приобретают характерное оперение, различия начинают проявляться лишь по прошествии 12—17 месяцев.
Прежде чем приобрести взрослую раскраску у птенцов и молодых птиц происходит многократная смена оперения. В апреле-июне пуховой наряд птенцов в гнезде светлый, желтовато-серый. К лету птенцы приобретают ювенильное оперение, которое остаётся с мая по август: сверху они в основном коричневато-оливковые с желтовато-коричневым затылком и надхвостьем и более светлыми крыльями, у которых лишь внешние края перьев окрашены в коричневато-оливковый, а кроющие перья имеют тусклый розовато-бурый цвет, по сторонам головы цвет оперения коричневый, а оперение снизу — кремово-жёлтое с редкими пятнами и полосами. Из-за низкой плотности крючочков, перья ювенильного наряда нитевидные, особенно перья подхвостья. Со временем цвета становятся ярче, в июле — сентябре перья сверху в основном оливково-зелёные, а снизу — жёлто-зелёные. Оперение молодых птиц с октября по март почти не меняет расцветку, но общее количество перьев становится больше, из-за чего повышается яркость. Рулевые перья становятся более широкими и короткими, окрашенными в более яркий зелёный цвет. В то же время перья крыла сменяются не полностью: многие птицы обновляют второстепенные кроющие перья, внешние 3—7 первостепенных маховых, внешние 1—4 первостепенных кроющих, внутренние 2—5 второстепенных маховых перьев. Именно неполная смена перьев крыла позволяет отличать молодых птиц от взрослых самок.
С марта по сентябрь молодые птицы второго года остаются в таком же наряде, как и в конце первого года, который постепенно приобретает всё большую яркость. Иногда к этому времени птицы сменяют до трёх третьестепенных маховых перьев и почти все кроющие перья. При непосредственном осмотре птицы в руках, молодого самца можно отличить по редким синим перьям на голове, они присутствуют у 40 % самцов второго года. Такие самцы уже готовы к размножению и пытаются привлечь самок. Самок этого периода можно определить по количеству сменившихся перьев крыла.

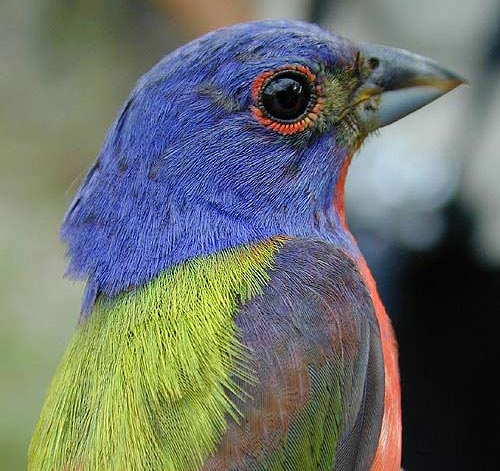
Самец крупным планом

В осенне-зимний период (с октября по март) оперение молодых самцов второго года почти не отличается от расцветки взрослых птиц. Затылок, верх и бока головы птицы становятся тёмно-синими, спина — яркой желтовато-зелёной, надхвостье — тёмно-красным, а хвост — тёмно-серым или коричневым, при этом центральная пара и внешняя сторона оставшихся рулевых перьев имеют светло-коричневую кайму. Кроющие перья крыла меняют свой цвет от тускло-голубого с винно-коричневым оттенком у верхних малых кроющих до винно-коричневого у средних и ярко-зелёного у крупных кроющих. Первостепенные и второстепенные маховые перья окрашены в коричневый цвет с каймой от винно-коричневого до голубовато-зелёного цвета, третьестепенные маховые перья окрашены в зелёный цвет с чёрной каймой по внутреннему краю. Уздечка серовато-оливковая, узкое кольцо вокруг глаза, подбородок, средняя часть горла и другие части оперения снизу — тёмно-красные, постепенно переходящие в персиковый. Оперение самок сверху окрашено в разные оттенки оливково-зелёного и желтовато-зелёного цвета, снизу — жёлтого. Оперение головы сверху более коричневое, малые кроющие перья слегка голубоваты, хвост тёмно-коричневый, грудь светло-жёлтая. Оперение в весенне-летний период (с марта по сентябрь) мало отличается от осенне-зимнего оперения, птицы могут менять некоторые кроющие перья крыла и третьестепенные маховые перья, при этом цвет новых перьев очень близок к обычному, но заметно свежее.

#### Линька
Названия линьки расписных овсянковых кардиналов различаются в разных англоязычных источниках. На основе сравнения со схожими видами в работах XXI века используется последовательность, предложенная Кристофером Томпсоном (Christopher W. Thompson) и Маттиасом Лю (Matthias Leu) в 1994 году, в терминологии Стива Хоуэлла (Steve N. G. Howell) и других от 2003 года: англ. prejuvenile molt — у птенцов в гнезде, англ. auxiliary preformative molt — летняя линька сразу после вылета из гнезда, англ. preformative molt — первая осенняя линька, англ. first prealternate molt — первая весенняя линька, англ. definitive prebasic molt — послебрачная осенняя линька, англ. definitive prealternate molt — предбрачная весенняя линька.
Первая линька начинается, когда птенец находится в гнезде и ему 2—3 дня, и заканчивается через 8—11 дней. Во время этой линьки происходит замена пуха на перья, в частности, полностью вырастают рулевые и первостепенные маховые перья, при этом последовательность смены перьев неизвестна. Вторая линька происходит у птенцов в возрасте 15—35 дней и включает почти полную замену перьев, за исключением кроющих перьев крыла и полётных перьев (маховых и рулевых). Этот этап замены оперения впервые был описан Джорджем Саттоном в 1935 году применительно к воробьям и кардиналам. Одни учёные относят смену перьев в этом возрасте к трём стандартным процессам линьки, происходящим в одних временных рамках, в то время как другие полагают, что по мере развития птенцов продолжается активация фолликулов первой линьки и этот процесс, таким образом, не является отдельной линькой.

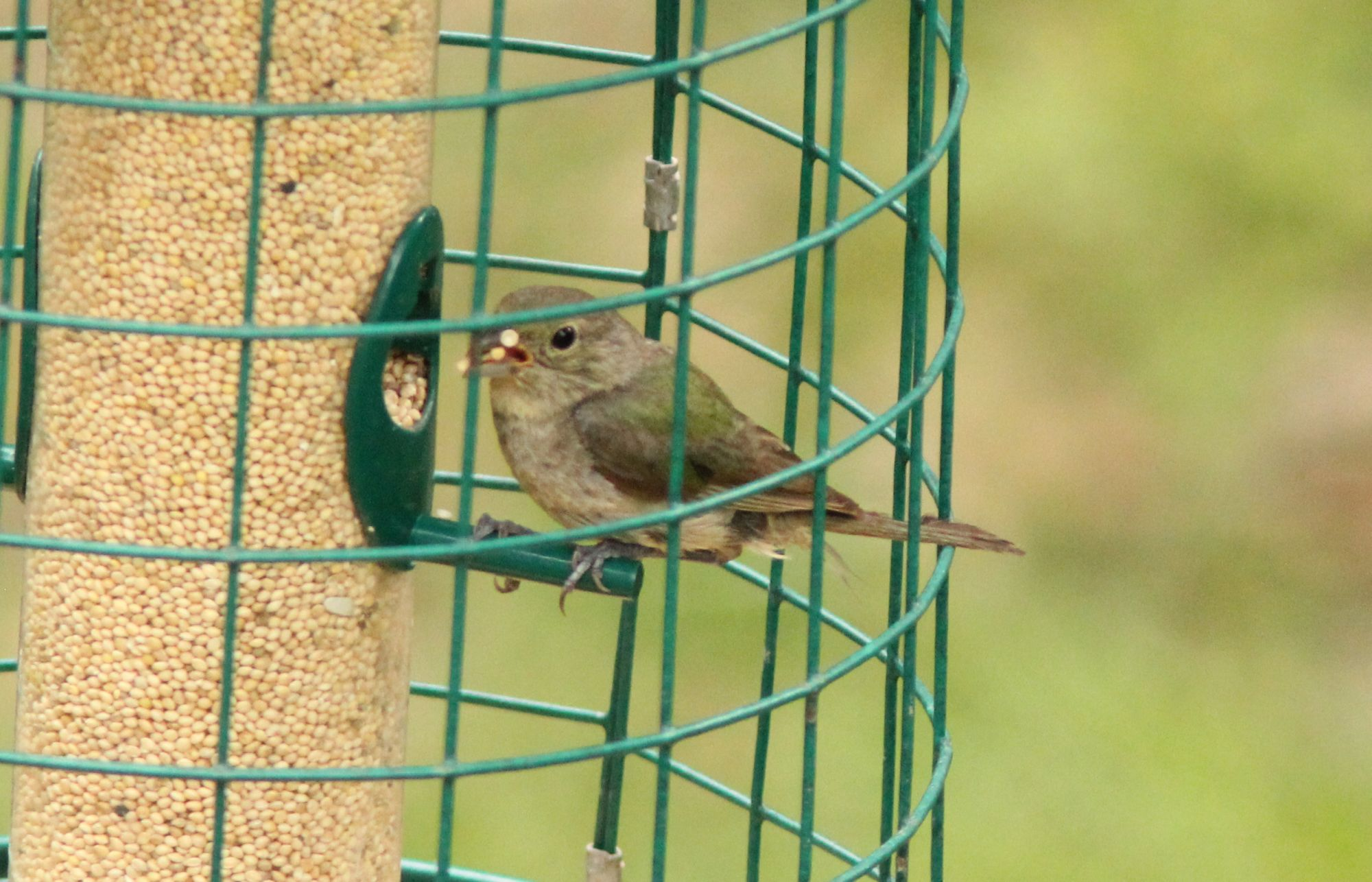
Молодой самец

Почти полная первая осенняя линька включает смену перьев тела, рулевых и некоторых кроющих перьев крыла, 3—7 внешних первостепенных маховых перьев, 1—4 их кроющих и 2—5 внутренних второстепенных маховых перьев. Смена внешних первостепенных и внутренних второстепенных маховых перьев часто встречается у перелётных воробьинообразных птиц. Весной, как во время первой весенней линьки, так и во время ежегодной предбрачной линьки, происходит частичная линька, которая включает смену некоторых перьев тела, малых и средних кроющих перьев, некоторых крупных кроющих перьев крыла, а также, иногда, третьестепенных маховых перьев, при этом другие участвующие в полёте перья не меняются. Осенняя послебрачная линька включает полную замену перьев. Смена маховых перьев обычно осуществляется в установленном порядке: первостепенные маховые перья меняются от самого внутреннего к самому внешнему, второстепенные — от внешнего к внутреннему, третьестепенные — снова от внутреннего к внешнему, как и рулевые.
На юго-востоке США расписные овсянковые кардиналы линяют в районе мест размножения или непосредственно рядом с ними, в то время как у западной популяции смена первостепенных маховых перьев осуществляется во время миграции на территории, подверженной североамериканскому муссону. Птицы мигрируют в этот регион в июле-августе, чтобы осуществить первую осеннюю линьку, и в июле — ноябре для регулярной осенней линьки, после чего продолжают свой путь на зимние квартиры. По-видимому, отдельные птицы ежегодно случайным образом выбирают конкретное место и время линьки. В мексиканском штате Синалоа осенняя линька продолжается 34,3 дня у самцов и 30,3 дней у самок. Согласно исследованиям К. Томпсона, опубликованным в 1991 году, среди воробьинообразных птиц такое поведение кроме расписного овсянкового кардинала было отмечено лишь у пяти видов: западного тиранна (Tyrannus verticalis), дрозда Свенсона (Catharus ustulatus), Icterus bullockii, лазурного овсянкового кардинала (Passerina amoena), дубровника (Emberiza aureola). Остальные птицы выбирают одну из двух стратегий: линька в местах зимовки, либо частичная линька в местах гнездования, затем прерывание линьки и миграция, за которой следует завершение линьки уже на зимних квартирах.

### Вокализация
Песни — последовательности колен с непрерывным звучанием и в узком частотном диапазоне — исполняют только самцы расписного овсянкового кардинала. Они служат для охраны территории и для самопредставления. Молодые самцы (второго года) могут петь песни и даже размножаться, но не имеют своей постоянной территории и иногда поют на территории другого самца.
Красивые и чистые песни представляют собой быстрое чередование нескольких колен, серию из 1-2-3 простых музыкальных колен с резкими изменениями высоты звука. Они напоминают песни индигового овсянкового кардинала (Passerina cyanea), но несколько короче их, звучат более мелодично и не так громко. Отдельные музыкальные колена крайне редко повторяются в одной песне расписного овсянкового кардинала. В 1968 году Аретас Сондерс (Aretas Saunders) записал звучание песни как «tida dayda tida day teetayta tita; witee wi witee wi witato» или «to taytletay weeto weeto taytletay wee», отметив что песня состоит из 7—13 нот и продолжается в среднем 1,85 секунды (четырёхсекундная песня включает небольшую паузу), при этом песня начинается с высокой ноты, а завершающий звук обычно самый низкий. Вариации песни основаны на изменении средней части, реже — средней и финальной частей песни.
Песенный репертуар взрослых самцов со временем заметно меняется, птицы продолжают обучаться даже после первого года. Известно об отдельных самцах, поющих разные песни в разные годы. Исследования песенного репертуара 93 птиц из Джорджии и Флориды позволили идентифицировать 129 отдельных мелодий. Исследования песенного репертуара 31 птицы из Техаса, Миссури, Южной Каролины и Флориды позволили идентифицировать 481 песню (в среднем в репертуаре отдельной особи 4,45 песни). Самцы, которые успешно вывели потомство в предыдущий год, обычно не меняют свой песенный репертуар, в то время как у других происходят изменения песен. Песни самцов восточной и западной популяции схожи, но детального исследования не проводилось. Самцы, обитающие рядом друг с другом, исполняют схожие песни, что также указывает на продолжающееся обучение. Вместе с тем Уильям Томпсон в исследовании 1968 года указывал, что песенные репертуары соседствующих самцов в целом различаются друг от друга.

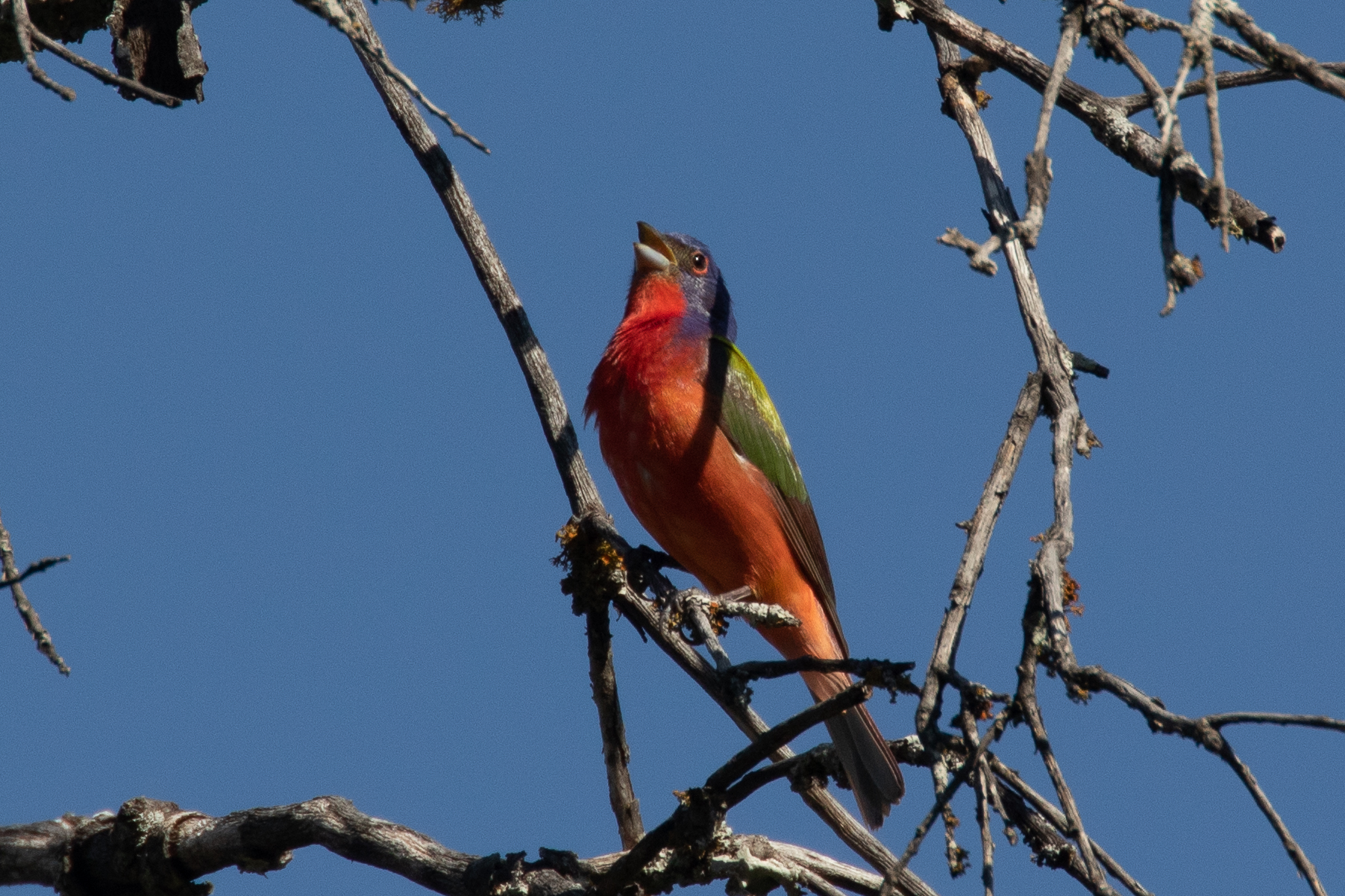
Поющий самец в Техасе

Известно, что самцы не поют песни в Коста-Рике, а по прилёте в Джорджию начинают петь в первый же день. После прилёта самок частота, с которой самцы исполняют свои песни, падает в два раза, а после формирования пар — ещё в два раза. При этом до прилёта самок самцы преимущественно поют со скрытых насестов, а после прилёта — с открытых, на высоте 1—10 м над землёй. Обычно на территории самца несколько певчих насестов, но они никогда не поют около гнезда. Самцы без территории преимущественно поют со скрытых насестов. Самцы могут петь до 9—10 песен в минуту, во время песенных соревнований общая продолжительность пения может превышать 30 секунд. В начале сезона размножения самки реагируют на воспроизведение песен и приближаются к источнику, в то время как самцы отгоняют их от него. Самцы расписного овсянкового кардинала всегда отвечают на воспроизведение песен своего вида и часто показываются при этом. Эксперименты с воспроизведением песен других овсянковых кардиналов показали, что расписной овсянковый кардинал редко реагирует на песни индигового, лазурного (Passerina amoena), многоцветного (Passerina versicolor) и оранжевогрудого (Passerina leclancherii) овсянковых кардиналов. В Оклахоме количество песен резко снижается в середине июля, но всё равно продолжается до августа.
Другие позывки включают короткие звуковые сигналы «pik-pik-pik» и «wet plik». Призывая птенцов принять пищу, самки в неволе издают тихие позывки «chew-chew-chew-cheee» или «chew-cheee-chew-cheee-chew-cheee», которые не слышно уже с расстояния 2 метра. Коблик в качестве позывки упоминает звонкое «чип».

### Схожие виды
Взрослого самца расписного овсянкового кардинала из-за его оперения практически невозможно перепутать с другими видами, чего не скажешь о молодых птицах и самках.

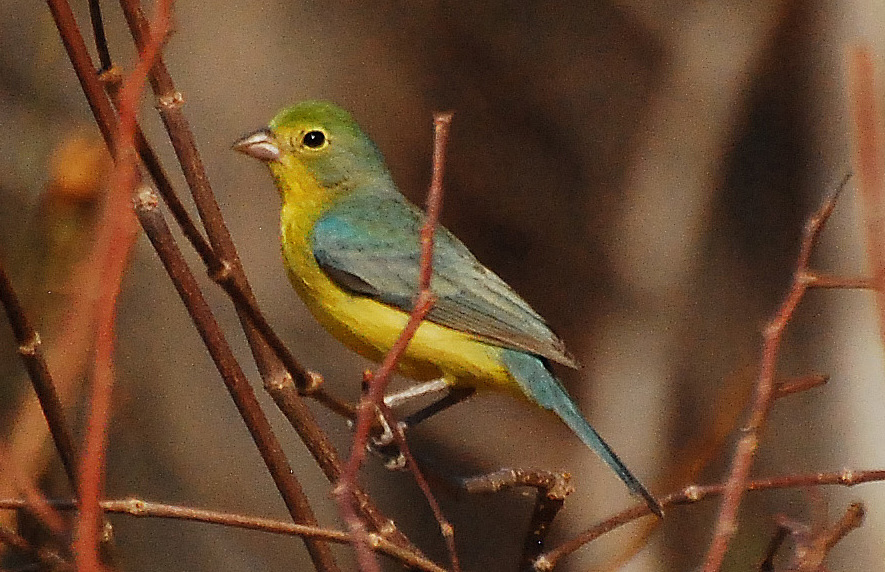
Оранжевогрудый овсянковый кардинал

На большей части ареала только данный вид обладает полностью зелёным оперением, однако на западе Мексики ареал пересекается с ареалом оранжевогрудого овсянкового кардинала, оперение самки которого окрашено в зелёный цвет сверху и жёлтый снизу. Данный вид встречается вдоль тихоокеанского побережья на территории от южной части штата Наярит до западной части штата Чьяпас, а в глубине материка — в бассейне реки Бальсас и на западе штата Пуэбла. Основной отличительной особенностью оранжевогрудого овсянкового кардинала являются контрастная жёлтая маска на фоне зелёной головы и более жёлтое, по сравнению с самкой расписного овсянкового кардинала, оперение снизу. Подхвостье оранжевогрудого овсянкового кардинала имеет голубоватый оттенок, в то время как у расписного овсянкового кардинала оно зеленоватое.
На востоке Мексики, в Центральной Америке и на севере Южной Америки похожее, но более бледное, оперение имеет самка Tiaris olivaceus. Её также можно отличить по маске на лице. Обитающие в Мексике и Центральной Америке эуфонии (Euphonia) меньше кардинала, они обладают более коротким хвостом и менее равномерно окрашены. Кроме того, в отличие от расписного овсянкового кардинала, который предпочитает проводить время около земли, эуфонии поднимаются выше по деревьям.

## Распространение

### Ареал

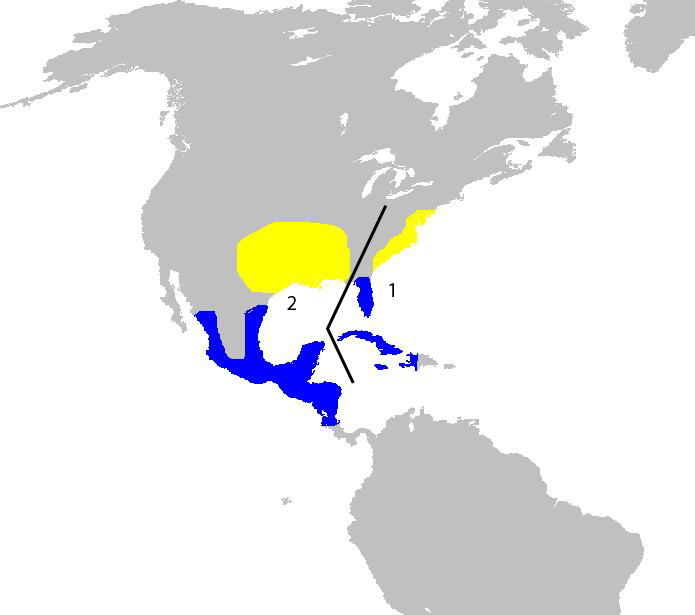
Карта ареала с разделением изолированных популяций
Гнездовой ареал
Места зимовки

Расписной овсянковый кардинал обитает в Северной и Центральной Америке. Непосредственный его ареал (англ. extent of occurence) составляет 3 010 000 км². Международный союз охраны природы относит к нему в первую очередь территории в Мексике и США, а также территории Багамских Островов, Белиза, Коста-Рики, Кубы, Сальвадора, Гватемалы, Гондураса, Никарагуа и Панамы.
Ареал разделён на две части. С точки зрения расцветки оперения граница проходит по 96—97-му меридиану: самцы, которые гнездятся западнее плато Озарк и долины реки Сабин, в среднем более розовые и менее красные или оранжевые, чем восточные птицы, а у самок менее насыщенный жёлто-зелёный цвет. На основе пропорций, граница проходит по 93—95-му меридиану: у птиц западной популяции более короткие крылья. Кроме того, изолированы ареалы гнездования двух популяций, расстояние между ними составляет около 550 км в районе 85-го меридиана (от восточной Флориды (81°51′ з. д.) до западной Алабамы (87°42′ з. д.)), при этом у западной популяции осенняя миграция начинается на два месяца раньше, чем у восточной, что связано с особенностями линьки: птицы мигрируют в Аризону, Сонору и Синалоу, чтобы осуществить линьку, а затем продолжают полёт на зимние квартиры. За пределами сезона размножения пересечение этих популяций также отсутствует.
Птицы западной популяции гнездятся в США от долине реки Миссисипи до Оклахомы и Техаса. Гнёзда встречаются на крайнем юго-западе Теннесси, в Луизиане, Арканзасе, на востоке Миссури и на юго-западе Иллинойса, на берегах рек Миссури и Канзас. В Техасе гнёзда встречаются на всей территории штата, кроме Высоких равнин и региона к западу от реки Пекос. Отметки в Нью-Мексико редки и вид не включён в атлас птиц, гнездящихся в этом штате. Единичные гнёзда расписного овсянкового кардинала были обнаружены в низовьях Рио-Гранде в Нью-Мексико в 1978 году, в округе Мобил на юге Алабамы в 1976 году, в округе Франклин на западе Флориды в 1967 и 1994 годы. В Мексике птицы гнездятся в северных районах страны: на востоке штата Чиуауа, на севере и в центральной части штата Коауила, на севере Нуэво-Леона и в Мехико. Птицы восточной популяции распределены вдоль атлантического побережья от Северной Каролины до центральных районов Флориды. 85 % восточной популяции гнездятся в Южной Каролине и Джорджии. В общей сложности, гнездовой ареал восточной популяции составляет лишь 4 % от гнездового ареала западной популяции.

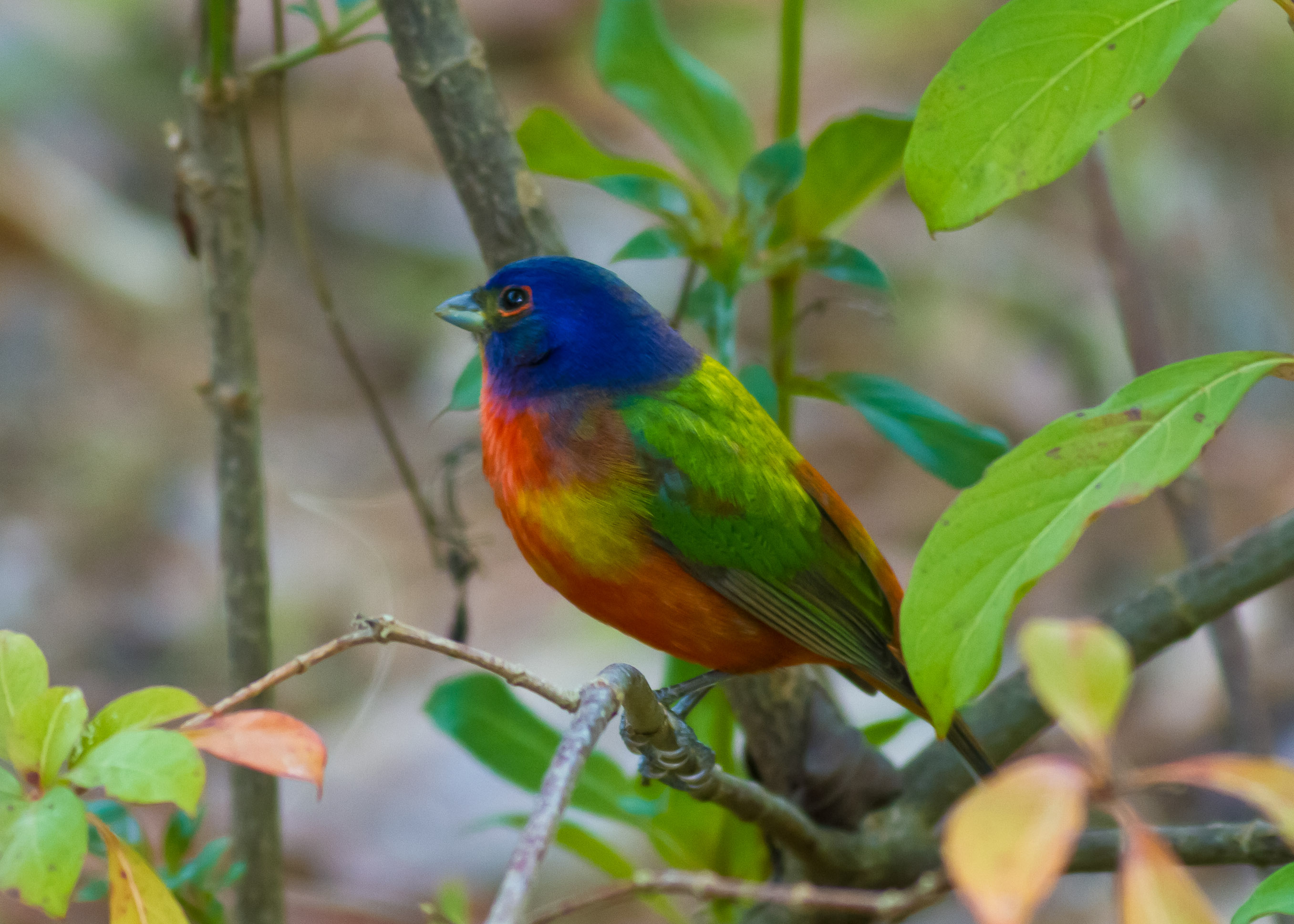
Passerina ciris ciris во Флориде

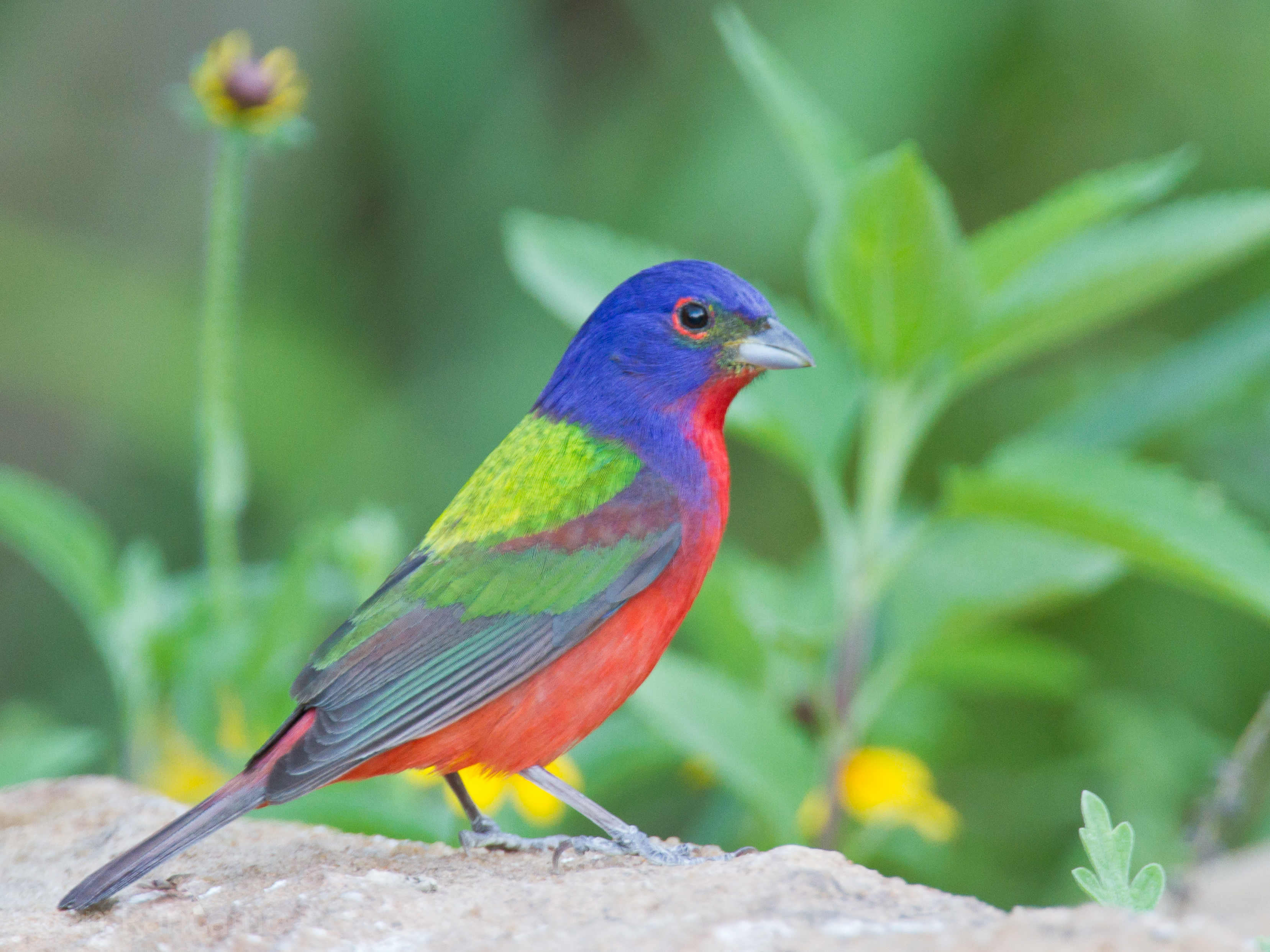
Passerina ciris pallidior в Техасе

Зимние ареалы западной и восточной популяций также различны. Западные птицы зимуют в Мексике: на тихоокеанском побережье — в центральных районах Синалоа, на атлантическом — на юге Тамаулипаса и в центральных районах штата Веракрус, во внутренних регионах страны — в бассейне реки Бальсас. Птицы также встречаются в Гватемале на высоте до 1850 метров над уровнем моря, в Белизе (в основном во время миграции), в Гондурасе (на высоте до 1400 м), в Сальвадоре, на западе Никарагуа, в Коста-Рике (крайне редко, в бассейне реки Темписке, в окрестностях залива Никоя, в регионе Терраба на побережье Тихого океана, на высоте до 1350 м) и в Панаме (как в атлантической, так и тихоокеанской части, преимущественно на западе провинции Бокас-дель-Торо, но также встречается в провинциях Кокле и Западная Панама). Восточная популяция зимует на полуострове Флорида, преимущественно на восточном побережье, и во Флорида-Кис, на Багамских островах (на крупных островах между островами Большой Багама и Лонг-Айленд, кроме острова Кэт и южных островов) и на Кубе. Некоторые исследователи полагают, что через Кубу расписные овсянковые кардиналы мигрируют на полуостров Юкатан. В малом количестве птицы зимуют на побережье Мексиканского залива в штатах Луизиана и Алабама, а также в дельте Рио-Гранде в Техасе. Изредка птиц, возможно сбежавших из клеток, отмечали в других штатах, а также в Европе. До 2007 года расписного овсянкового кардинала ввозили в такие страны Европы как Великобритания, Испания, Италия, Бельгия и Германия.
Некоторые современные исследователи разделяют птиц на три группы: восточную, гнездящуюся вдоль атлантического побережья и зимующую во Флориде и на Карибских островах, западную, гнездящуюся в центральном Техасе и Оклахоме и зимующую в западных штатах Мексики и в Центральной Америке, и центральную, гнездящуюся в Луизиане и Миссисипи и зимующую на полуострове Юкатан.

### Среда обитания
Информация о среде обитания расписного овсянкового кардинала разрозненная. Птицы распространены на лесных опушках, в редколесье, на окраинах болот и в кустарниковых речных поймах. В сезон размножения в Оклахоме птицы предпочитают селиться в полосах леса между открытыми или поросшими полями, в сельскохозяйственных районах или на недавно заброшенных фермах. В Техасе селятся в местности с редкими кустарниками и деревьями, в высоких кустах на обочинах дорог или у ручьёв, в местах поросших травой и полевыми цветами. При этом как увеличение, так и уменьшение числа деревьев ведёт к уменьшению количество кардиналов. В Миссури птицы селятся на пастбищах, старых полях или на полях под паром, рядом с которыми находятся участки леса. На атлантическом побережье ключевыми являются заросли кустарника, птиц можно встретить в живых изгородях и в кустарниках вдоль дорог. На северо-восточном побережье Флориды расписные овсянковые кардиналы встречаются в заброшенных цитрусовых рощах и в кустарниках на берегу. Более подробные исследования среды обитания проводились в штате Джорджия. На острове Сент-Катеринс доминирующей растительностью в местах обитания расписного овсянкового кардинала являются дубы и сосны, встречаются также гикори, сабаль пальмовидный и сереноя, почва покрыта хвоей, листьями и травой. Такие районы граничат с солончаками с пышной спартиной. На острове Сапело птицы предпочитают кустарники, простирающиеся от пляжа до участков соснового и дубового леса. За пределами сезона размножения и во время миграции птицы преимущественно встречаются в густой высокой траве и на заросших кустарником пастбищах, в кустарниках на обочинах дорог и в саванне с разбросанными группами деревьев.
По данным, опубликованным в 1982 году на основе 12 переписей птиц на юго-востоке США, плотность составляла 8,2 пар птиц на 100 га. На северо-западе Арканзаса в районах, богатых хурмой виргинской, в 1973 году плотность птиц составила 7,3 самца на 100 га. В Джорджии на острове Сент-Катаринс — 51 самец/100 га; а на острове Сапело — 9,4—21,1 самца/100 га. Согласно исследованиям на территории от Северной Каролины до Флориды в 2003 году, в молодых сосновых лисах отмечалось до 9 самцов на 100 га, в то время как на побережье — до 42 самцов. В 2008 году во Флориде отмечалось 12,4 самца на 100 га, а в 2010 — 9,8 самца.
Детальный сравнительный анализ среды обитания западной и восточной популяций расписного овсянкового кардинала показал, что растительность в этих регионах схожа. Построенная на этих данных гипотетическая карта ареала не имела обособленных участков и распространялась без разрыва с запада на восток. Учёные предположили, что на появление разрыва может оказывать влияние не учтённый при построении модели животный мир, в том числе паразиты и хищники, а также редкий миграционный барьер. Согласно оценкам, во время максимума последнего оледенения около 21 тысячи лет назад гнездовой ареал расписного овсянкового кардинала был южнее и разделялся Мексиканским заливом.

### Миграция
Расписной овсянковый кардинал мигрирует на короткие и средние расстояния. Исследования окольцованных птиц во Флориде показали, что около 26 % особей возвращаются на следующий год, В Северной Каролине — 23 % птиц. Зависимость миграции от возраста и пола птиц изучена слабо. В Южной Каролине самцы обычно прилетают на неделю раньше самок, а в Джорджии молодые самцы прибывают на 1—2 недели позже более старых птиц.

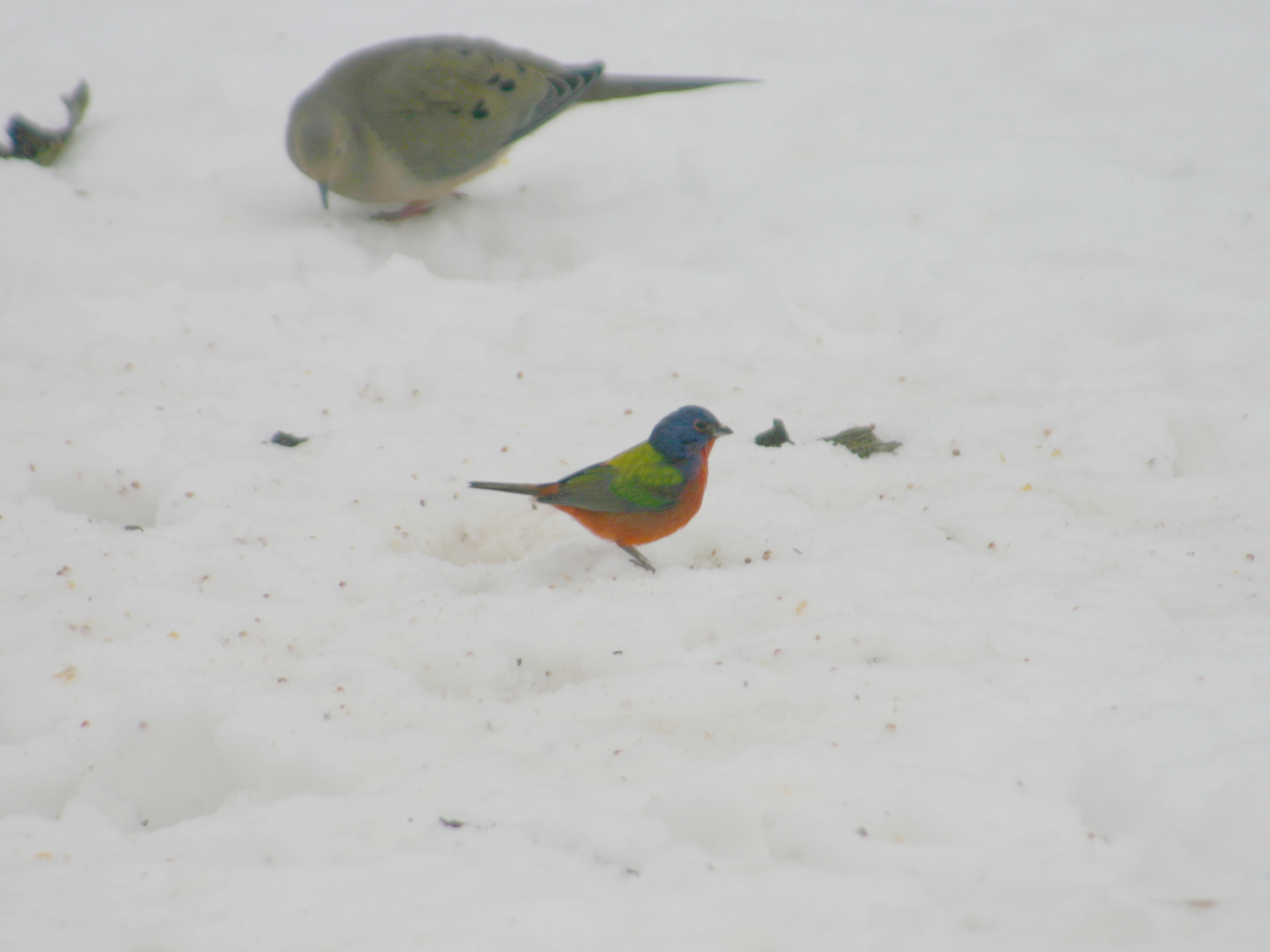
Расписной овсянковый кардинал на снегу в парке в Виргинии

Весенняя миграция отслеживается по крайним отметкам в Гватемале (29 апреля), Гондурасе (28 апреля), Сальвадоре (27 апреля) и в Оахаке в Мексике (30 апреля). Птицы прибывают во Флориду в конце апреля, на юго-восток Джорджии — 16—24 апреля, в Южную Каролину — 9—23 апреля, в Северную Каролину — в середине апреля, в Миссисипи — 8—26 апреля, в Луизиану — в начале апреля, в Рокпорт в Техасе — 9—27 апреля, а в Хьюстон — 22—27 апреля, в Оклахому — в конце апреля, в Миссури — в середине мая. Весной и в начале лета птиц отмечают севернее гнездового ареала, в частности в Колорадо, Висконсине, Квебеке и Новой Шотландии. Намного реже их отмечают на севере в осенний и зимний период. Возможно, молодые птицы первого года теряют ориентацию в пространстве и при наступлении времени миграции летят на север, а не на юг. При этом птицы могут пережить такое путешествие, питаясь на кормушках.
Осенняя миграция западной популяции приходится на период с конца июля по октябрь, восточной популяции — с конца сентября по конец октября. Птицы покидают Канзас в конце августа (последних птиц отмечали 21 сентября), Оклахому в сентябре (26 октября), Миссури в августе (19 сентября). На зимних квартирах в Коста-Рике птиц отмечают с конца октября по конец марта, в Панаме — с конца октября по конец апреля, на Багамские острова птицы в основном прилетают в ноябре. Расписные овсянковые кардиналы западной популяции во время миграции останавливаются для линьки на юге Аризоны, в Соноре и Синалое, иногда могут залетать в южные районы Калифорнии, но в этом штате также в большом количестве отмечают вылетевших из клеток птиц.
Мексиканский залив выступает в роли миграционного барьера, который разделяет восточную и западную популяции расписного овсянкового кардинала и не даёт смешиваться генам. Это довольно редкое явление, северо-западные районы Тихого океана разделяют пути миграции зелёной пеночки (Phylloscopus trochiloides), обыкновенной чечевицы (Carpodacus erythrinus), дрозда Свенсона (Catharus ustulatus), сибирский черноголовый чекан (Saxicola maura) огибает пустыню Гоби. Некоторые исследователи предполагают, что птицы из долины реки Миссисипи и с побережья Мексиканского залива, которых выделяют в отдельную группу, мигрируют через него для зимовки на полуостров Юкатан. В XX веке предполагалось, что птицы летят к Юкатану через Кубу. Для такого заключения были проанализированы записи о расписных овсянковых кардиналах, останавливающихся на кораблях, а также информация о длине крыльев и оперении птиц. Современные исследователи считают такое предположение маловероятным.

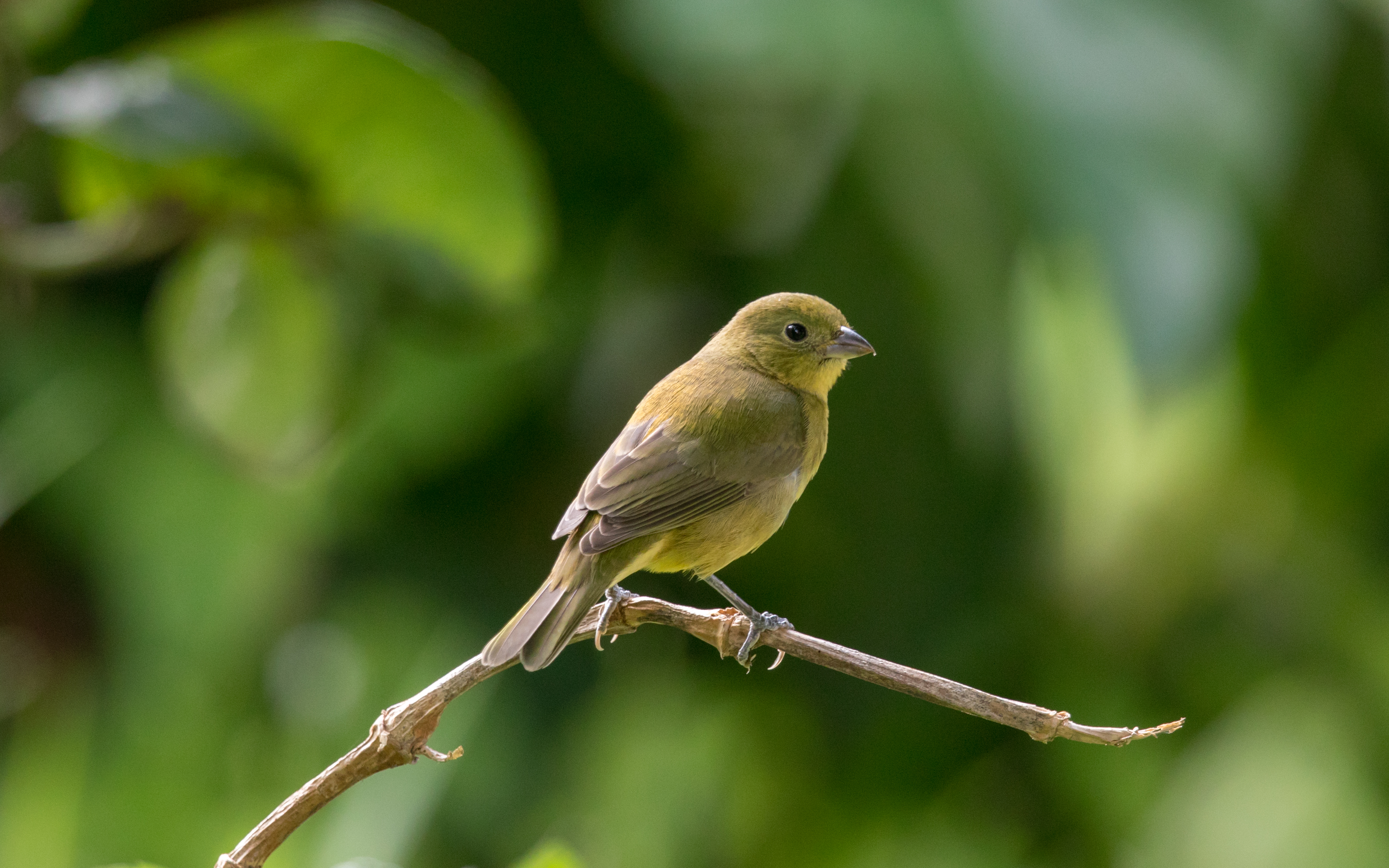
Расписной овсянковый кардинал на севере Кубы

Учёные указывают три варианта распространения расписного овсянкового кардинала. Возможно, в прошлом ареал птиц был непрерывным на всей протяжённости от западных до восточных границ, но трудности пересечения Мексиканского залива во время миграции привели к вымиранию центральной группы. Такой вариант подтверждается разницей в длине крыла. Согласно двум другим вариантам происходило постепенное либо взрывное распространение вида. В последнем случае сильные ветра могли перенести птиц центральной группы на атлантическое побережье или на остров Кубу. Разделение всех трёх групп произошло 500—700 тысяч лет назад. Для исследования периодичности обмена генами важными регионами являются Куба, особенно южные районы, и побережье Мексиканского залива. Большое количество отмеченных птиц в этих регионах могло бы означать регулярный обмен генами, однако птиц в них отмечают довольно редко. При этом гибридизация между подвидами должна приводить к более слабому потомству. Современные популяции практически не пересекаются. Межвидовая гибридизация в дикой природе также редка, птицы могут скрещиваться с сестринскими таксонами, а также с индиговым овсянковым кардиналом (Passerina cyanea). Гибридизация в неволе встречается чаще.
Предположительно, птицы осуществляют перелёты по ночам, именно в это время фиксируются столкновения с башнями и небоскрёбами, в первую очередь во время мониторинга миграций во Флориде. Больше всего таких столкновений произошло в округе Бревард (31 весной и 1 осенью за 11 лет), намного меньше в округах Ориндж (4 за 3 года) и Лион (1 за 15 лет, но севернее этого графства птицы не гнездятся).

### Численность
Международный союз охраны природы относит расписного овсянкового кардинала к видам, близким к уязвимому положению (NT), особое внимание численности вида уделяют американские и мексиканские правительственные агентства, а также организация Partners in Flight. Попытка внести расписного овсянкового кардинала во второе приложение СИТЕС в 2004 году не увенчалась успехом. По оценкам Partners in Flight популяция расписного овсянкового кардинала составляет 14 миллионов особей, из них 12 миллионов обитает в США. Согласно Breeding Bird Survey, численность вида незначительно уменьшается (оценка была дана в 2017 году для 13-летнего периода), при этом Christmas Bird Count — ежегодные рождественские мероприятия по подсчёту птиц для орнитологов-любителей — показывают незначительное увеличение числа птиц. На численность птиц оказывают влияние потеря среды обитания и отлов красочных самцов с приятным пением для последующей продажи. Незначительное влияние может оказывать гнездовой паразитизм буроголового коровьего трупиала.
По данным 1966—2013 годов общее сокращение популяции расписного овсянкового кардинала составляет 0,33 % в год. При этом учёные отмечают, что в 1966—1979 годы уменьшение численности составляло 2,8 % в год, а в 1980—2005 годы численность стабилизировалась. В некоторых регионах за последние 30 лет численность сократилась более чем в 2 раза. Отдельные исследования предпринимаются для изучения восточной популяции. Учитывая общую площадь ареала во Флориде, и на основании данных о плотности, численность самцов во этом штате в 2008 и 2010 годы оценивается в 19 319 и 15 268 особей, соответственно. Учёные предлагают проводить отдельно исследования численности центральной группы.
Для сохранения популяции требуются исследования полной совокупности мест обитания перелётных птиц, включая гнездовой ареал, зимние квартиры и важные миграционные регионы. Дорожное строительство и ремонт в Джорджии в 1930-е годы, когда в первую очередь пострадали придорожные кустарники, исследователи напрямую связывают с заметным уменьшением числа птиц в этом штате. Также потеря среды обитания происходит при разработке болотистых участков и границ леса на восточном побережье и на островах вдоль него. Схожим образом происходит потеря прибрежных районов на юго-западе США и северо-востоке Мексики, где птицы западной популяции останавливаются для линьки. Расписные овсянковые кардиналы могут селиться в садах, если в них созданы подходящие условия. Потеря среды обитания больше сказывается на численности восточной популяции, чем западной. Местные жители считают, что расписной овсянковый кардинал уничтожает семена сорняков и поедает насекомых — вредителей хлопчатника.
Птицы пользуются популярностью из-за своей яркой расцветки и красивого пения. В XIX веке расписные овсянковые кардиналы часто содержались в клетках. Джон Джеймс Одюбон писал, что птиц тысячами ловили каждую весну и отправляли из Нового Орлеана в Европу (там цена на них поднималась более чем в 100 раз). В 1913 году торговля пойманными птицами была официально запрещена в США, но она остаётся легальной в других странах. По данным организации Partners in Flight в Центральной Америке, особенно в Мексике, продолжается отлов птиц в большом количестве, что может оказать существенное влияние на численность, так как идёт целенаправленная охота на самцов. В 1970-е годы и в начале 1980-х годов ежегодно экспортировалось около 15 000 птиц. Международная торговля птицами была запрещена в Мексике в 1982—1999 годы, однако по оценкам Partners in Flight в период с 1984 по 2000 год в Мексике было поймано свыше 100 000 самцов для торговли на внутреннем рынке. С возобновлением международной торговли в 2000 и 2001 годы из Мексики в Европу отправлялось 6000 птиц ежегодно. Несмотря на установленные квоты, контроль за их выполнением недостаточен. На рынках Мексики птицы стоят около 10 долларов, в то время как в Италии исследователям удалось найти на рынке самца по цене, эквивалентной 700 долларам. Коммерческая торговля птицами продолжается также на местных рынках Кубы.

## Питание
Расписной овсянковый кардинал большую часть времени питается семенами трав, а весной и в начале лета — членистоногими, которыми также кормит своих птенцов. Анализ желудков 102 птиц из Техаса, опубликованный Александром Мартином (Alexander C. Martin), Хербертом Зимом (Herbert S. Zim) и Арнольдом Нельсоном (Arnold L. Nelson) в книге «American Wildlife and Plants: A Guide to Wildlife Food Habits» в 1951 году, показал, что 14 % содержимого было животного происхождения, а 86 % — растительного. В желудках были обнаружены остатки прямокрылых, жесткокрылых (в основном долгоносиков), гусениц чешуекрылых, полужесткокрылых, иногда паукообразных и брюхоногих. Более 70 % от общего объёма составляли семена злаковых (в основном просо), кроме них в желудках были обнаружены амарант, кислица, молочай и осока. Исследования Фостера Била, Вальдо Ли Макати и Эдвина Ричарда Калмбаха 1916 года скорее всего были сделаны на части этой выборки, включающей 80 желудков. В 18 из них были обнаружены личинки хлопкового долгоносика (Anthonomus grandis). Во Флориде в 1932 году были опубликованы исследования желудков 13 птиц. Они на 73 % содержали семена проса, зверобоя, сыти, щавеля воробьиного (Rumex acetosella), сосны, шиповника, пшеницы мягкой (Triticum aestivum), фикуса, а на 27 % — остатки животного происхождения, включая перепончатокрылых и двукрылых. Согласно исследованиям К. Томпсона, яркий цвет оперения расписного овсянкового кардинала обусловлен каротиноидами, которые птицы восполняют за счёт сбалансированного питания, при недостатке которого красочные красные и голубые перья сменяются зелёными.
Обычно птицы находят корм на земле, но во время сезона размножения осваивают и другие ниши, в частности на острове Сент-Катаринс могут кормиться на болотах, отдаляясь от края леса на расстояние до 50 м, или в дубовом лесу, поднимаясь на высоту до 10 м. Согласно анализу изотопов, 47—94 % рациона птиц с острова Сапело было добыто на солончаках. Расписной овсянковый кардинал питается днём и использует разнообразные методы сбора пищи. Например, взлетая над землёй, кардинал захватывает слабый стебель травы и тащит его вниз, затем фиксирует стебель лапой и ест с него семена. Может извлекать членистоногих из паутины на высоте до 1 метра над землёй. Исследователи наблюдали, как самка кардинала прорвалась сверху вниз сквозь высокую паутину, а затем съела свою добычу из остатков паутины на земле.

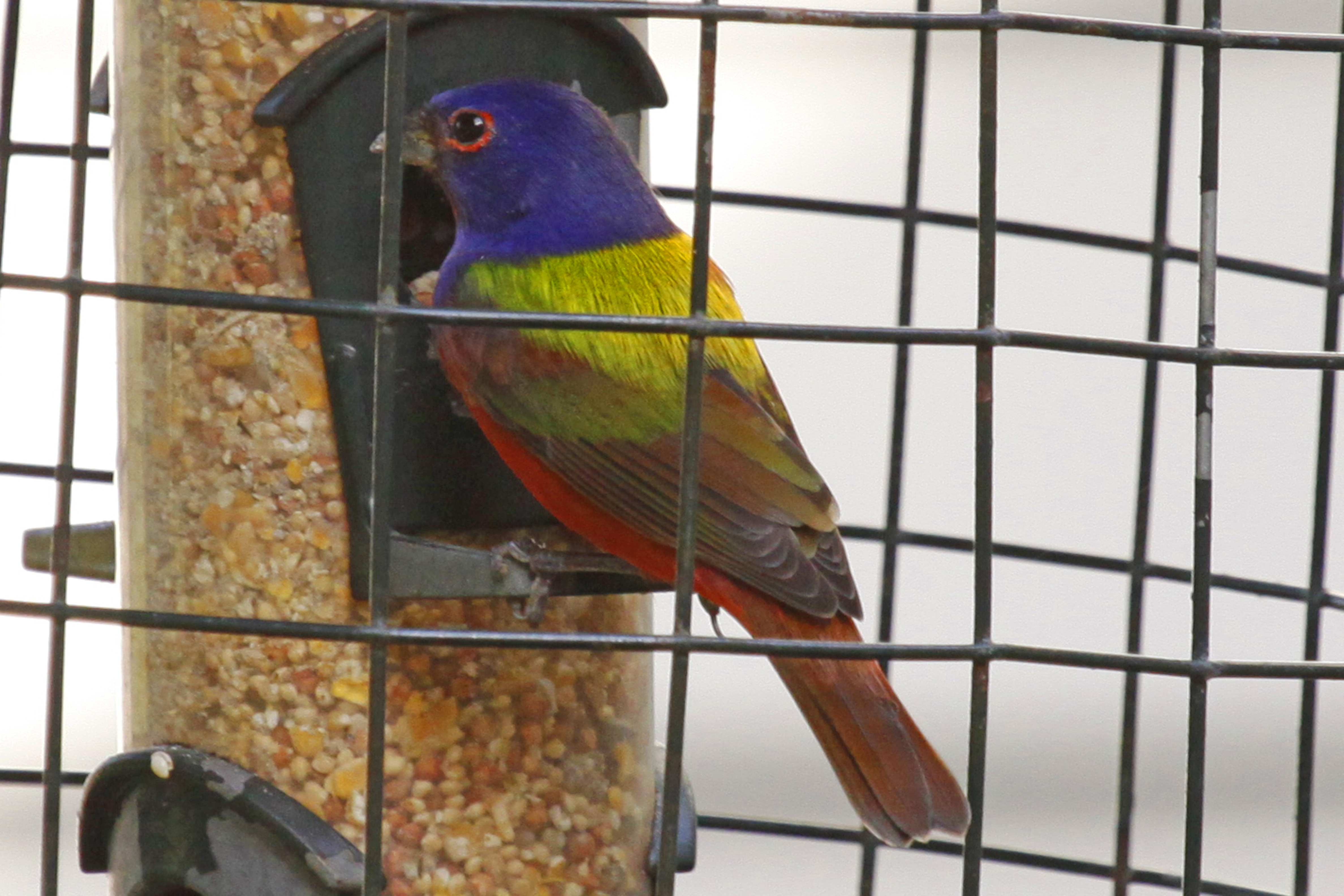
Расписной овсянковый кардинал на кормушке

Для привлечения птиц исследователи используют кормушки с просо обыкновенным, чаще всего закрытые жёсткой виниловой сеткой с ячейками 3,8 × 3,8 см. Через такую сеть помимо расписного овсянкового кардинала могут пробраться только самки буроголового коровьего трупиала, но не проходят другие более крупные птицы. Привлечённых кормом птиц учёные затем спугивают в предварительно расставленные сети (улетающие самостоятельно птицы легко их избегают). Кормовой участок вокруг таких установленных кормушек, по словам исследователя Пола Сайкса (Paul W. Sykes), используется птицами совместно. На одном из таких участков в Джорджии за 6 часов удалось поймать 80 птиц.
Гнездовой ареал западной популяции расписного овсянкового кардинала регулярно испытывает засуху в конце лета и в начале осени, что приводит к недостатку кормов и оказывает влияние на более раннюю миграцию этой популяции по сравнению с восточной. В августе птицы могут собираться в стаи для добычи пропитания, в небольших стаях или поодиночке их отмечают и на зимних квартирах.

## Поведение
Поведение расписного овсянкового кардинала во время сезона размножения изучено слабо и основывается в первую очередь на исследовании восточной популяции в Джорджии в 1984 году, во время которого было описано несколько демонстрационных поз и движений, направленных на утверждение территории, привлечение внимания самки, либо против соседних самцов или пар.

### Агрессивное поведение
Агрессивные действия часто направлены на соседнюю пару. Вспорхнувшие самцы в полёте могут подлетать друг к другу, выставив для схватки лапы вперёд, и падать в зацепе с высоты 5 метров до самой земли. Некоторые движения направлены против самки, которая не находится в паре с самцом. В этом случае самцы могут подныривать под самку и схватив её опускать на землю, после чего несколько секунд тянуть её за маховые или рулевые перья. Другое движение против самки делается самцом в прыжке, во время которого он прижимает перья, вытягивает голову и ноги, удерживает хвост под углом 45—90 градусов к телу. Сидя на насесте, кардиналы могут демонстрировать поклоны, направленные на другую птицу, расположенную на том же уровне или ниже. При этом самцы наклоняют тело и опускают голову, поднимая вверх хвост и крылья.
Демонстрируя агрессию, усевшийся рядом с другой птицей самец поднимает перья на теле, крылья и хвост, а потом подрагивает крыльями. Такая демонстрация может являться ответом на воспроизведение песни расписного овсянкового кардинала. Преимущественно на соседнего самца направлен так называемый полёт бабочки, когда птицы медленно и глубоко машут крыльями, демонстрируя волнообразный полёт, во время которого перья обычно прижаты к телу. Демонстрируя полёт мотылька, самец, напротив, поднимает перья на теле так, чтобы они развевались, при этом птица летит по нисходящей. Обычно такой полёт является продолжением демонстрации с подрагивающими крыльями. Во время другого взаимодействия между самцами обе стороны распушают красные перья на груди и зелёные на спине, а также заметно поднимают красные перья вокруг глаз. При этом птицы поют свои обычные песни, лишь немного мягче.
Бои между самцами включают удары крыльями и клевания и могут заканчиваться потерей перьев, повреждением глаз и другими ранениями вплоть до смертельного исхода. Агрессивное поведение самцов расписного овсянкового кардинала используется для их поимки: в качестве приманки перед ними помещают птиц в клетках.

### Территориальное поведение
Птицы особенно территориальны в начале сезона размножения. В Оклахоме территория одной пары расписных овсянковых кардиналов составила 1,13 га, в Миссури — в среднем 3,15 га. На острове Сапело в Джорджии с помощью радиослежения была получена средняя площадь территории около 2 га, более детальный анализ показал в приморских кустарниковых районах площадь 3,5 га у самок и 3,1 га у самцов, а на лесных участках — 4,7 и 7,0 га, соответственно. На острове Сент-Катаринс площадь территории составляла в среднем 1,96 га. В некоторых местах происходят интенсивные стычки за хорошие участки, и тогда их площадь несколько меньше. Такие участки расположены на краю леса и, возможно, связаны с большим количеством кузнечиков и подходящих участков для полигамии.
Птицы часто оставляют за собой ту же территорию, что и в предыдущие годы (19 из 20 случаев во время первого года наблюдений и 12 из 13 случаев во время второго года наблюдений на острове Сент-Катаринс). При этом, даже если прилетевший ранее самец занимает более удачную территорию, он может быть вытеснен с неё прилетевшим позже самцом, который занимал этот участок в предыдущий год. Молодые птицы в августе собираются в стаи, размеры которых могут превышать 50 особей. Небольшие стаи взрослых птиц были отмечены на зимних квартирах.

### Брачное поведение

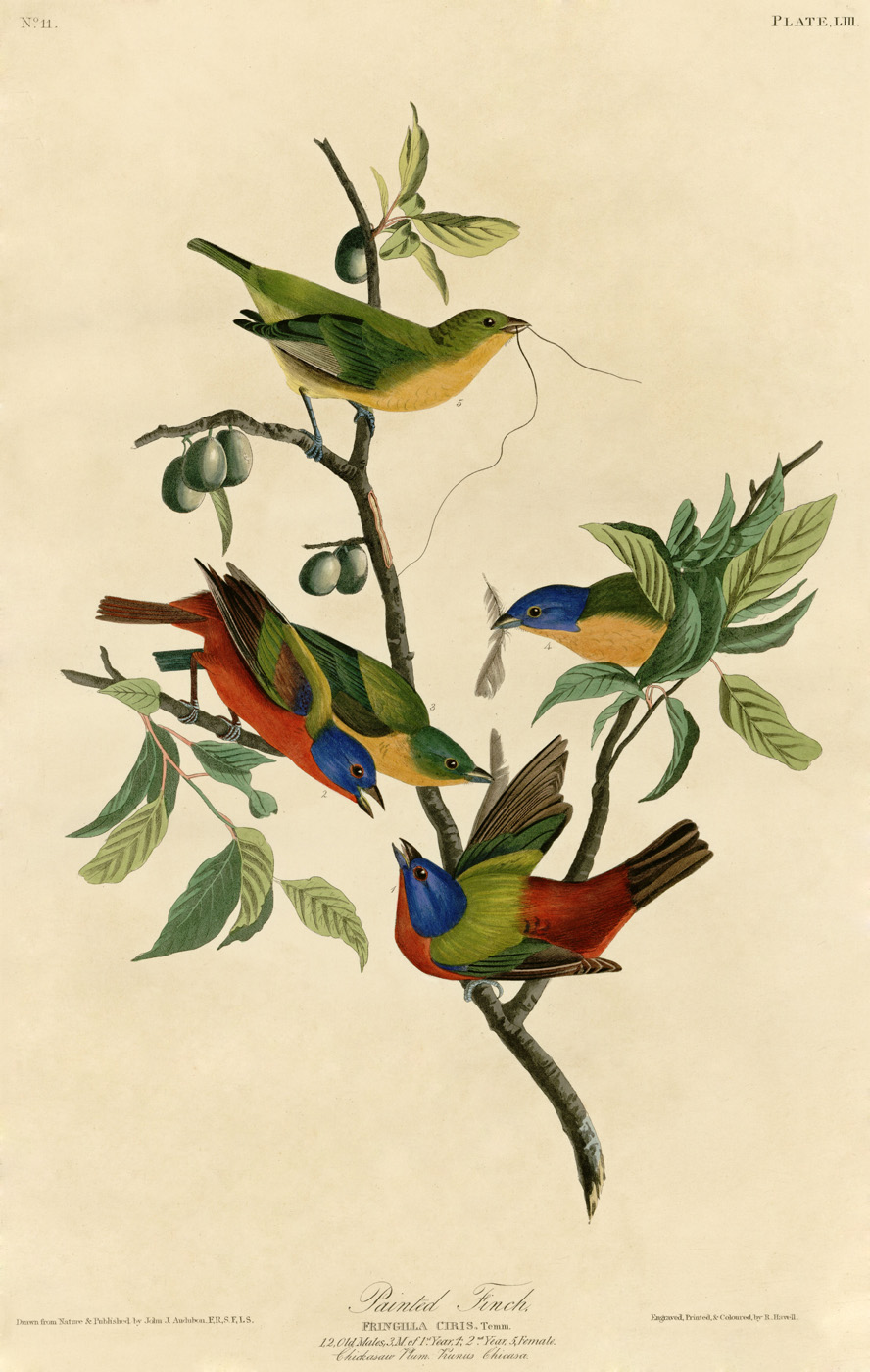
Иллюстрация Одюбона, 1827—1838 годы

Расписные овсянковые кардиналы в основном моногамны, но иногда у одного самца отмечают несколько самок. В Джорджии во время трёхлетнего исследования было отмечено 36 моногамных самцов, 12 полигамных и 2 не участвовавших в размножении (самцы посчитаны отдельно в разные годы). В Оклахоме самец с двумя самками был отмечен один раз. По-видимому, пары не разбиваются для второго выводка; когда самка начинает вторую кладку, самец берёт на себя заботу о птенцах.
Во время ухаживания самцы демонстрируют свои позы преимущественно на земле, распластавшись на ней, вздыбив перья и расправив крылья и хвост. Александр Спрунт (Alexander Sprunt Jr.) в 1968 году сравнил эту позу с «миниатюрным индюком» («miniature turkey gobbler»). Промежутки активности и неподвижности чередуются, а движения в это время резкие и жёсткие. Активный самец подпрыгивает к самке и размахивает крыльями, при этом он опускает тело на согнутых ногах, вытягивает шею и поднимает голову. Схожие проявления наблюдались в полёте: около 25 метров самец летел впереди самки и двигал крыльями так, что казалось, что они трепещут в полёте. Далеко не всегда такие ухаживания сопровождаются совокуплением, самка может игнорировать самца, продолжая клевать землю, или отвечать ему просьбой покормить, во время которой она приседает на лапах, откидывает голову назад и поднимает хвост вверх. Из 45 наблюдений 24 раза самка просила пищу у самца, 11 раз демонстрировала эту позу перед двумя самцами, 7 — перед своим самцом и другой парой.
Типичную последовательность поз и движений во время брачных ритуалов зафиксировали и опубликовали Скотт Ланьон (Scott M. Lanyon) и Чарльз Томпсон (Charles F. Thompson) в 1984 году. Согласно их исследованиям, сначала самец демонстрирует полёт мотылька, приземляясь на землю в 1—2 м от самки, отвернувшись от неё. Затем он несколько раз подрагивает крыльями, вследствие чего самка может начать прыжками приближаться к самцу, а самец постепенно отходит от неё (но не отпрыгивает). Частота повторений последнего движения возрастает, самец попеременно вытягивает над собой то одно крыло, то другое, а затем поднимает вверх оба крыла и идёт к самке. Когда расстояние между самцом и самкой не превышает одного метра, самец взлетает и забирается на самку, после чего либо происходит совокупление, либо самка отгоняет самца. Совокупление осуществляется непосредственно до или во время откладки яиц. На острове Сент-Катаринс изредка наблюдались совокупления за пределами пары.
Учёные отмечали сформированные пары в Коста-Рике в начале марта, вместе с тем, в Джорджию самцы прилетают на неделю раньше самок и формируют пары уже на месте.

### Взаимодействие с другими видами

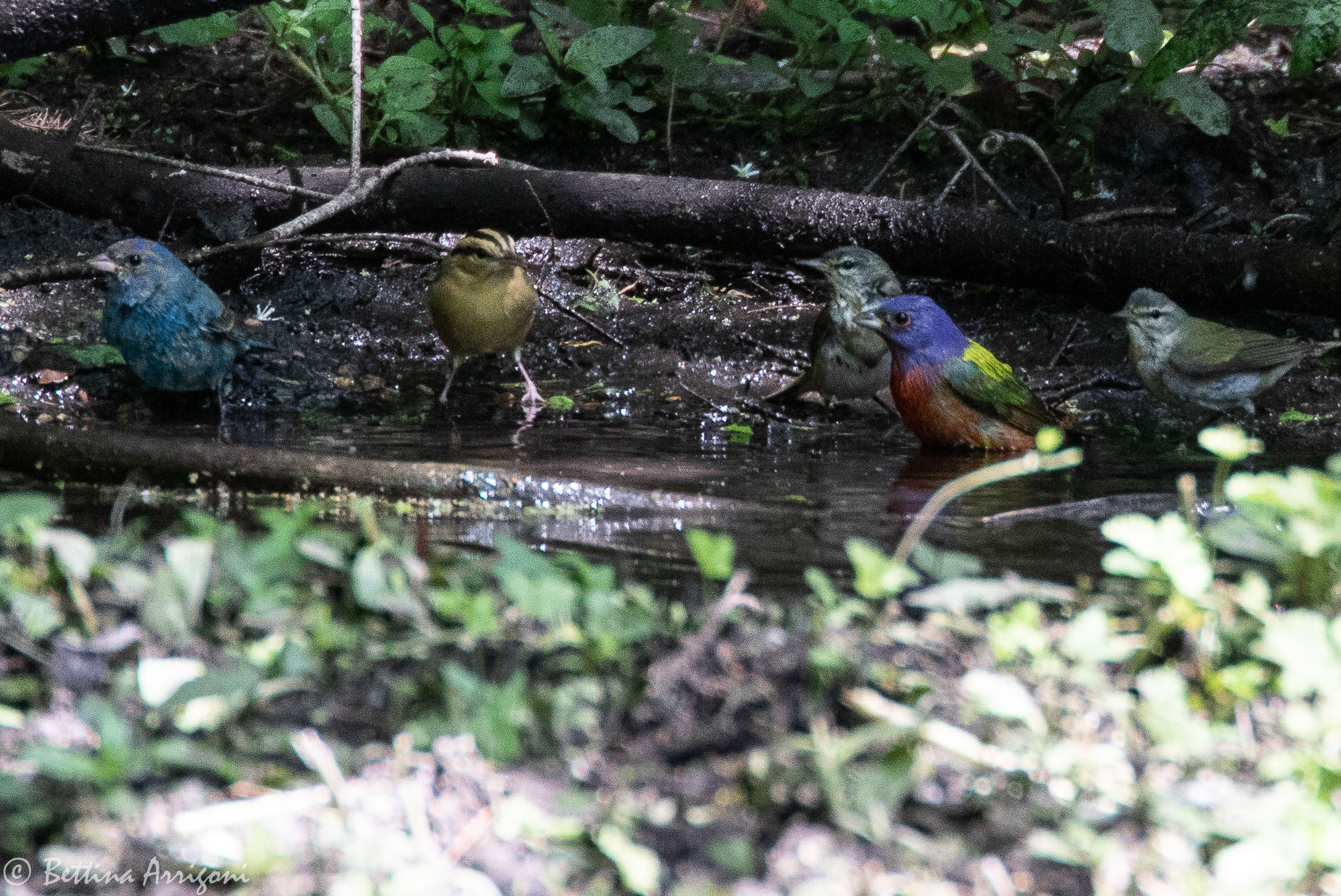
Расписной овсянковый кардинал принимает ванну вместе с индиговым овсянковым кардиналом, Зелёный пеночковый певун и Малый певун-барсучок

Изредка исследователи отмечали взаимодействие птиц с другими видами. В Южной Каролине самцы расписного и индигового овянковых кардиналов устраивали погони за другими птицами. В Миссури был отмечен самец расписного овсянкового кардинала, который гнался за самцом индигового. Кроме того, один раз была отмечена атака кардинала на пушистого дятла (Dryobates pubescens) в непосредственной близости от гнезда, а хохлатый желтобрюхий тиранн (Myiarchus crinitus), напротив, преследовал кардинала. На начальном этапе утверждения прав на территорию отмечались атаки кардинала на малую (Spizella pusilla) и обыкновенную (Spizella passerina) воробьиные овсянки.
Как и других мелких лесных птиц, расписного овсянкового кардинала преследуют многочисленные хищники. На птенцов в гнезде охотятся змеи: плетевидный полоз (Masticophis flagellum), обыкновенная королевская змея (Lampropeltis getula), чёрный полоз (Coluber constrictor), крысиная змея (Elaphe obsoleta). Отмечалось, что самцы отгоняют от гнезда голубую сойку (Cyanocitta cristata) и обыкновенного гракла (Quiscalus quiscula) (который также охотится на птенцов), а также громкими криками извещают о плетевидном полозе.

## Размножение

### Гнездо
Самка начинает строить гнездо через 5 дней после прилёта и делает это за 2—3 дня. Гнездо расположено на высоте 90—180 см, но в местах с отсутствием низкой растительности может быть на высоте до 15 метров. В Оклахоме гнёзда отмечали на высоте 30—228 см от земли, в центральном Техасе — 32—196 см, при этом в 66,5 % случаев гнездо сверху скрывала ветка, расположенная на расстоянии не далее 15 см. На острове Джеймса в Южной Каролине гнёзда в среднем расположены на высоте 130 см. Для шести гнёзд с острова Джеймса средний внешний диаметр составлял 82,0 мм, внутренний — 54,2 мм, высота гнезда — 63,0 мм, а глубина — 43,2 мм. Средняя масса гнёзд составляла 6,7 г.
Гнездо представляет собой аккуратную тонкостенную глубокую чашу из связанных паутиной растительных волокон, тонких стеблей трав и скелетов листьев, выстланную внутри волосами и тонкими травами. Среди основных материалов, которые расписные овсянковые кардиналы западной популяции используют для строительства гнезда, — шелковица (Morus), прозопис железистый (Prosopis glandulosa), вяз (Ulmus). Анализ сделан на основе музейных коллекций, включающих 102 гнезда. В Оклахоме птицы чаще всего используют вяз крыловаточерешковый (Ulmus alata), маклюру оранжевую (Maclura pomifera), смилаксовых (Smilacaceae), дуб звёздчатый (Quercus stellata). В восточной части ареала птицы чаще используют дуб, восковницу восконосную (Myrica cerifera), сосну, тилландсию уснеевидную (Tillandsia usneoides). Музейные коллекции включают 146 гнёзд восточной популяции.
Иногда гнёзда используются повторно, информация о строительстве дополнительных гнёзд отсутствует.

### Кладка
Кладка обычно состоит из 3 или 4 яиц. На острове Сапело средний размер кладки составлял 2,9 яиц (на основе 62 кладок). Согласно исследованиям 225 гнёзд западной популяции в Канзасе, Оклахоме, Техасе, Луизиане и Тамаулипасе, 6 кладок включали 5 яиц, 153 кладки — 4 яйца, 54 кладки — 3 яйца, 10 кладок — 2 яйца, 2 кладки — по 1 яйцу. Аналогичные исследования 388 гнёзд восточной популяции в Южной Каролине, Джорджии и Флориде показали что 9 кладок включали 5 яиц, 332 кладки — 4 яйца, 47 кладок — 3 яйца, и 1 кладка — 2 яйца. Возможно, малые кладки с одним или двумя яйцами были неполными. Учёные не обнаружили географического влияния на размер кладки, но выяснили что у западной популяции кладки в начале сезона размножения крупнее кладок в его конце (28 марта — 4,14, 3 августа — 3,37). Такая особенность не распространяется на восточную популяцию.
Яйца расписного овсянкового кардинала стандартной яйцевидной формы, серовато-белые или очень бледные, голубовато-белые. Согласно описанию Коблика, яйца белые, с красноватыми пестринами. Яйца слегка глянцевые, на широком конце сконцентрированы коричневые и серые крапинки и мелкие пятна разных оттенков. Размеры яиц очень слабо варьируют между восточными и западными популяциями, хотя яйца западной популяции немного крупнее. Средние размеры составляют 19,08 × 14,47 мм, при этом высота яйца может составлять 17,57—21,41 мм, а ширина — 13,71—15,44 мм. Информация о толщине скорлупы отсутствует, однако масса пустой скорлупы составляет в среднем 0,129 г (0,090—0,161 г). При этом у восточной популяции средняя масса составляет 0,126 г (0,100—0,148 г), а у западной — 0,134 г (0,112—0,150 г).
Самка откладывает яйца вскоре после рассвета, с 5:00 до 6:30, и не больше одного яйца в день. Сам процесс занимает до 7 минут, во время которых самка высоко поднимает тело, распушает хвост и поднимает перья. Самки насиживают яйца 11 дней, иногда — 12, самцы не принимают участие в процессе. От начала кладки до вылупления последнего птенца проходит в среднем 11 дней 6 часов. Насиживанием занимается только самка расписного овсянкового кардинала, у которой появляется наседное пятно. В это время самка питается утром либо перед заходом солнца, иногда отсутствует в гнезде больше получаса, но всегда остаётся в гнезде на ночь.

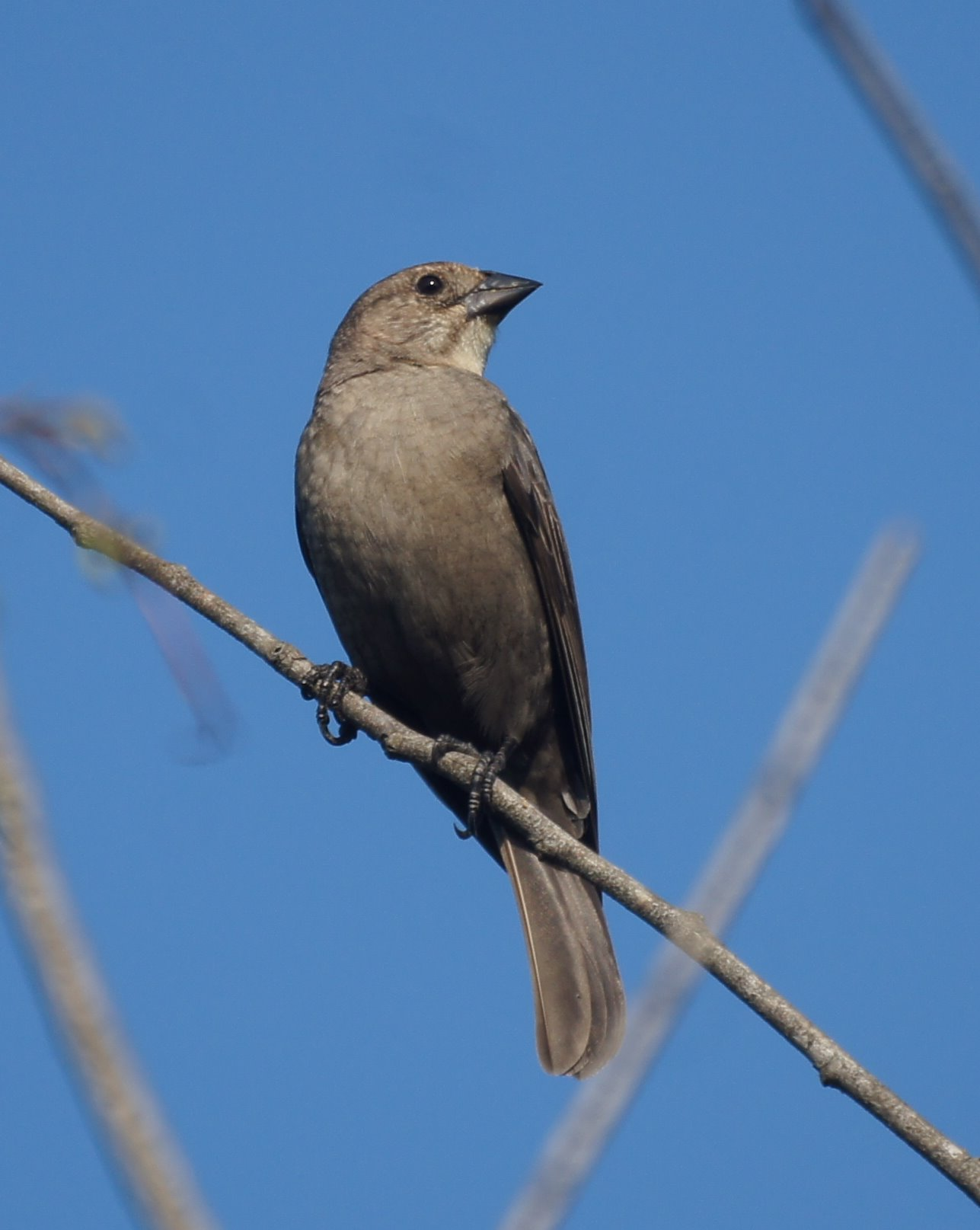
Самка буроголового коровьего трупиала

На гнёздах расписного овсянкового кардинала паразитируют буроголовый (Molothrus ater) и красноглазый (Molothrus aeneus) коровьи трупиалы, которые подкидывают в кладки свои яйца. Ареал западной популяции во многом пересекается с ареалом буроголового коровьего трупиала, в то время как восточная популяция исторически имеет разобщённый (не пересекающийся) ареал с этим видом. В 1960—1970-е годы в Оклахоме, Техасе и Миссисипи было отмечено 50 гнёзд с подкинутыми яйцами буроголового коровьего трупиала. В 1959 году в Оклахоме 13 из 45 гнёзд было паразитировано. В Техасе в 1991—1992 годы яйца буроголового коровьего трупиала были отмечены в 4 из 60 гнёзд, при этом начиная с 1988 года в районе Форт-Худа, где проводились наблюдения, ведётся контроль над паразитирующим видом. На острове Сапело в Джорджии паразитизм был отмечен в 5 из 62 гнёзд. Случаи паразитизма красноглазого коровьего трупиала крайне редки. В Техасе 22 мая 1995 года самка расписного кардинала отложила яйцо, на следующий день в гнездо подложила своё яйцо самка красноглазого, а днём позже — самка буроголового коровьего трупиала, в результате гнездо было заброшено. Самки расписного овсянкового кардинала обычно так поступают, если яйца подложены на ранних этапах кладки, но принимают чужое яйцо, если успели отложить три своих, при этом они способны вырастить птенцов. Учёные полагают, что большая масса яиц западной популяции расписного овсянкового кардинала связана с увеличением толщины скорлупы, необходимой для большей прочности яиц, которые могут быть поломаны самками трупиалов. Продолжительные исследования, включающие музейные коллекции, показывают, что гнездовой паразитизм усилился в 1870—1980-е годы.
Обычно птицы делают две кладки за сезон, реже — три.

### Птенцы
Полный процесс вылупления всех птенцов в кладке занимает от 4,5 (3 яйца) до 40 (4 яйца) часов. Первый птенец обычно появляется на свет в середине дня, около 12:30. Только что вылупившиеся птенцы голые и беспомощные, массой около 2 г. После вылупления птенцов самка выкидывает яичную скорлупу недалеко от гнезда. Птенцы открывают глаза через три дня после появления на свет. В первые дни они набирают около 1 г в сутки, и к 8—9-му дню их масса уже составляет 10—11 г. Через 10—11 дней после появления на свет птенцы покидают гнездо. В 1968 году Спрунт отметил, что птенцы покидают гнездо через 12—14 дней, но у такой оценки отсутствуют другие документальные свидетельства. Вылет птенцов из гнезда описал Дэвид Пармели (David Freeland Parmelee) в 1959 году. Поначалу детёныши толкались в гнезде, чтобы приблизиться к матери, принёсшей еду; со временем они начали карабкаться друг на друга, упираться на край гнезда и на ветки за ним, возвращаясь обратно, как только самка улетала. Покинув гнездо, они постепенно скрывались в листве или падали на землю, где их находила и подкармливала мать. Такие птенцы наполовину ходили, наполовину порхали. С трудом продираясь сквозь наземную растительность, за несколько часов они забирались в листву, где оставались неподвижными, лишь иногда перелетая с ветки на ветку или с куста на куст.
Уход за птенцами в гнезде осуществляет исключительно самка, нет ни одного наблюдения самца, кормящего потомство. На юге Оклахомы самки расписного овсянкового кардинала кормят своих детёнышей гусеницами, кузнечиками и маленькими жуками, в то время как на юге Миссури — кузнечиками и личинками жуков. Чтобы прокормить четырёх птенцов возрастом около 10 дней самка делает около 20 подходов за час. Вместе с тем забота о подрастающих птенцах, вылетевших из гнезда, ложится на плечи самцов, в то время как самка занимается второй кладкой. Согласно одному наблюдению, птенец, покинув гнездо в возрасте 9 дней, оставался с матерью до 16 дней, а затем перешёл под опеку отца, который наблюдал за ним до 34-дневного возраста, чтобы затем вернуться к самке со вторым потомством.
При изучении различий между самцами и самками Кристофер Томпсон обратил внимание на пневматизацию черепа расписного овсянкового кардинала. Согласно его исследованиям, полная пневматизация черепа птенцов достигается за 46 дней с середины сентября по начало ноября, то есть продолжается после начала миграции, а в некоторых случаях и до начала следующей весны.

### Выживаемость и продолжительность жизни
Самцы в основном начинают участвовать в размножении с 2 лет, а самки с одного. При этом Ланьон и Ч. Томпсон отмечали, что если самец решает участвовать в размножении со второго года, в силу более поздней миграции он занимает менее подходящую территорию, что может оказать влияние на все последующие сезоны. Самцы, которые ждут до следующей весны, прилетают вместе с остальными взрослыми самцами и имеют преимущество при выборе территории. В Луизиане выживаемость птенцов в гнезде составляет 22—27 %. Помимо атаки хищников гнёзда могут подвергаться нападению муравьёв или быть смыты дождями.
Птицы в неволе могут жить несколько лет, известно об особи, возраст которой составлял 17 лет и 7 месяцев. По данным 1985 года, из 9655 окольцованных особей 147 было поймано повторно, в том числе через 12 лет была повторно поймана самка, окольцованная во Флориде в свой первый год жизни. Аналогичные данные Bird Banding Laboratory от мая 2007 года сообщают о 177 повторно пойманных птицах из 25 800 окольцованных, с тем же рекордом возраста. На основе данных об окольцованных птицах ежегодная выживаемость взрослых птиц составляет 0,54; для восточной популяции — 0,7.

## Систематика

Иллюстрация Кейтсби, 1731 год

Расписной овсянковый кардинал был описан шведским естествоиспытателем Карлом Линнеем в десятом издании «Системы природы» в 1758 году, однако ещё раньше он появился в работе английского натуралиста Марка Кейтсби «Естественная история Каролины, Флориды и Багамских островов» (The Natural History of Carolina, Florida and the Bahama Islands), увидевшей свет в 1731—1743 годы. Кейтсби использовал название Fringilla tricolor, а Линней — Emberiza ciris. Вид получил своё название в честь мифической птицы Кириды.
Традиционно восточную и западную популяции расписного овсянкового кардинала разделяют на два подвида, но различия между ними очень незначительны, вариации цвета оперения внутри подвида больше, чем между подвидами, учёные сталкиваются с трудностями при проведении границы между ареалами подвидов. По-видимому, она не совпадает с 550-километровой полосой, которая разделяет гнездовые ареалы и расположена западнее её. Согласно исследованию К. Томпсона, смешение генов между подвидами происходит чаще, чем через границу гнездовых ареалов. Чарлз Сибли и Бёрт Монро в 1993 году предложили разделить расписных овсянковых кардиналов по этой границе на два вида, однако К. Томпсон отмечал, что длина крыла у самцов меняется постепенно на всём интервале между западной и восточной популяциями. Птицы восточной части ареала были выделены в отдельный подвид американским натуралистом Эдгаром Александером Мирнсом в 1911 году на основании экземпляра из западного Техаса. При этом учёный отмечал, что птицы в разных частях восточного ареала имеют схожие между собой размеры, в то время как западные птицы крупнее и обладают менее ярким красным цветом в оперении.
Международный союз орнитологов выделяет два подвида расписного овсянкового кардинала:
- Passerina ciris ciris (Linneaus, 1758) — обитает на атлантическом побережье Северной Америки от Северной Каролины до Флориды, мигрирует в южные районы Флориды, Багамы и Кубу.
- Passerina ciris pallidior (Mearns, 1911) — обитает на юге США (от юго-восточных районов Канзаса до Теннесси и Миссисипи, а также до Нью-Мексико и Техаса) и в Мексике (от восточных районов Чиуауа до северо-западных районов Тамаулипаса), мигрирует в регион от Мексики (штаты к югу от Синалоа, Сан-Луис-Потоси и Тамаулипаса, отсутствует в горах в центральной части страны) до Панамы.

Международный союз орнитологов относит расписного овсянкового кардинала к роду овсянковые кардиналы (Passerina) семейства кардиналовые (Cardinalidae). В некоторых исследованиях это семейство рассматривается как триба Cardinalini обширного семейства Emberizidae. Согласно исследованиям Джона Клики (John Klicka), опубликованным в 2007 году, род включён в кладу, к которой также относят роды сине-чёрные дубоносы (Cyanocompsa), серо-синие дубоносы (Cyanoloxia), американские спизы (Spiza) и лысушки (Amaurospiza), которых до этого исследования традиционно относили к танагровым. Отделение овсянковых кардиналов от сине-чёрных дубоносов произошло 8—5,5 млн лет назад.
Род включает семь современных видов, обитающих в Северной Америке. Кроме того, обнаружены ископаемые остатки плечевой кости, возраст которых достигает 4 млн лет. Ископаемые представители рода были крупнее лазурного овсянкового кардинала (Passerina amoena) и мельче голубой гуираки (Passerina caerulea). В составе рода выделяют кладу расписных птиц с ярким оперением. Помимо расписного овсянкового кардинала в неё входят розовобрюхий овсянковый кардинал (Passerina rositae), оранжевогрудый овсянковый кардинал (Passerina leclancherii) и многоцветный овсянковый кардинал (Passerina versicolor). Последний обитает на юго-западе США и северо-западе Мексики и является ближайшим родственником расписного овсянкового кардинала, их разделение произошло 2,9—1,6 млн лет назад.